# Астрід Шведська
Астрід Шведська (швед. Astrid av Sverige), повне ім'я Астрід Софія Ловіса Тюра (швед. Astrid Sophie Louise Thyra; 17 листопада 1905 — 29 серпня 1935) — шведська принцеса з династії Бернадотів, донька принца Швеції Карла та данської принцеси Інгеборги, дружина короля Бельгії Леопольда III, матір королів Бельгії Бодуена I та Альберта II, бабуся правлячого монарха Бельгії Філіпа I.

## Біографія

### Дитинство та юність
Астрід народилася 17 листопада 1905 року в Палаці Кронпринца у Стокгольмі. Вона стала третьою донькою в родині принца Швеції Карла та його дружини Інгеборги Данської. У родині вже підростали старші доньки Маргарита та Марта. Країною в цей час правив їхній дід Оскар II.
Того року відбулося розірвання унії між Швецією та Норвегією. Батька Астрід розглядали, як можливого претендента на норвезький престол, саме в той час, коли дружина очікувала на її народження. Проте, за тиждень після появи Астрід на світ, королем обрали брата її матері, Карла. А за два роки, 1907 року, коли помер Оскар II, королем Швеції став брат її батька, Густав. 1912 року інший брат її матері, Крістіан, став королем Данії.

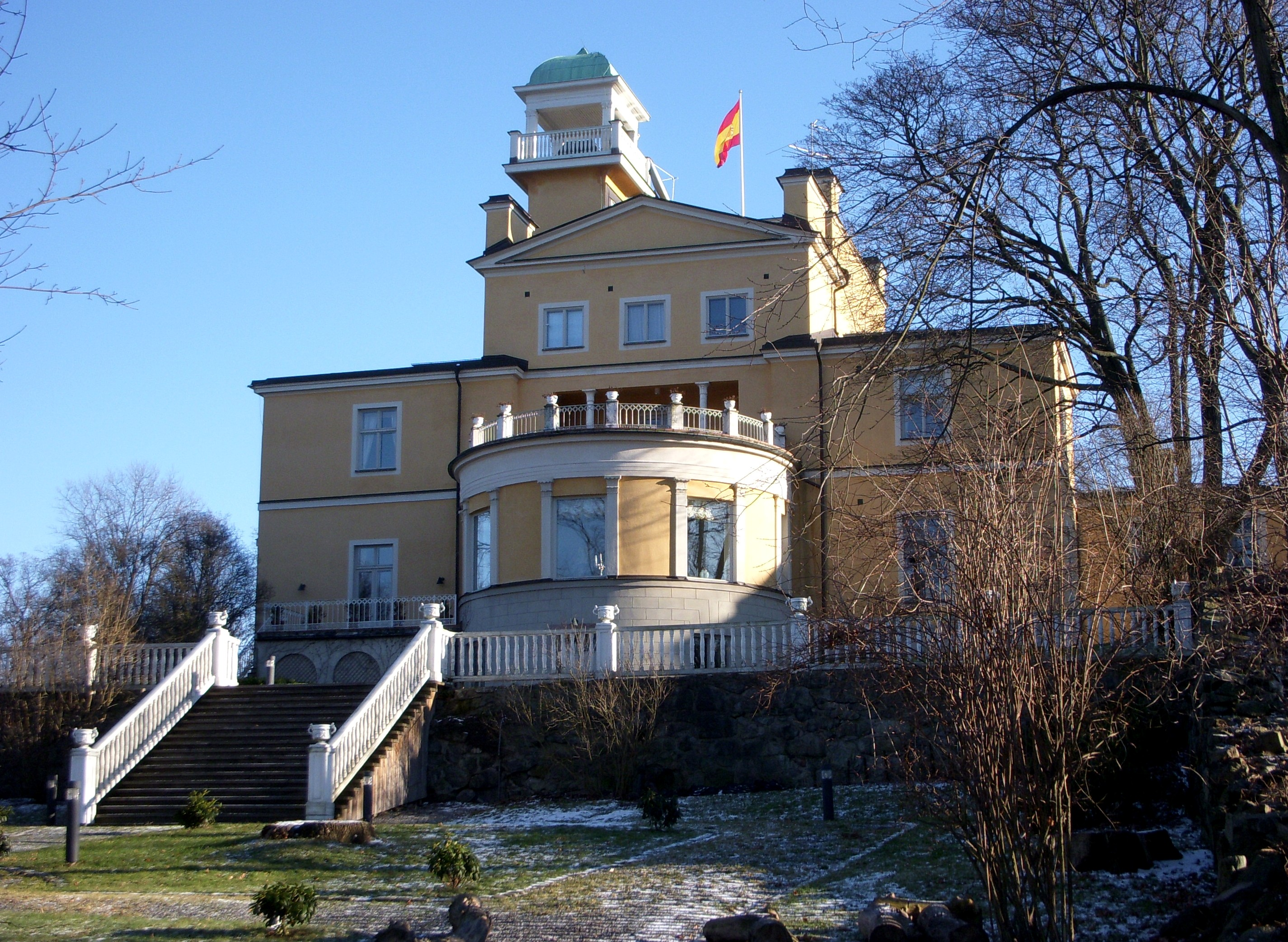
Вілла Бистрьом, де у 1908–1922 р.р. жила принцеса Астрід

Принц Карл із родиною жили на віллі Паркудден на острові Юргорден у центрі Стокгольму, а 1908 року переїхали до сусідньої вілли Бистрьом. Сімейне життя було щасливим. Діти виховувались у домашній неформальній обстановці. Літо від 1910 року всі проводили на віллі Фрідхем поблизу затоки Бравікен. Для ігор принцес на її території були побудовані окремі будиночки, а море та ліс сприяли гарному відпочинку. У січні 1911 року у дівчат з'явився молодший брат Карл. 1919 року Маргарита вийшла заміж за принца Акселя Данського і переїхала до Данії. Родина ж принца Карла 1922 року оселилася в квартирі на вулиці Hovslagargatan на півострові Блазіхольмен.
В освіту Астрід на той час входило вивчення французької мови, гра на піаніно та заняття балетом. Після конфірмації у 1923 році принцеса відвідувала практичні курси, де, зокрема, навчалася шиттю. А після святкування нового 1925 року пройшла чотиримісячний курс по догляду за дітьми.

### Заручини та шлюб

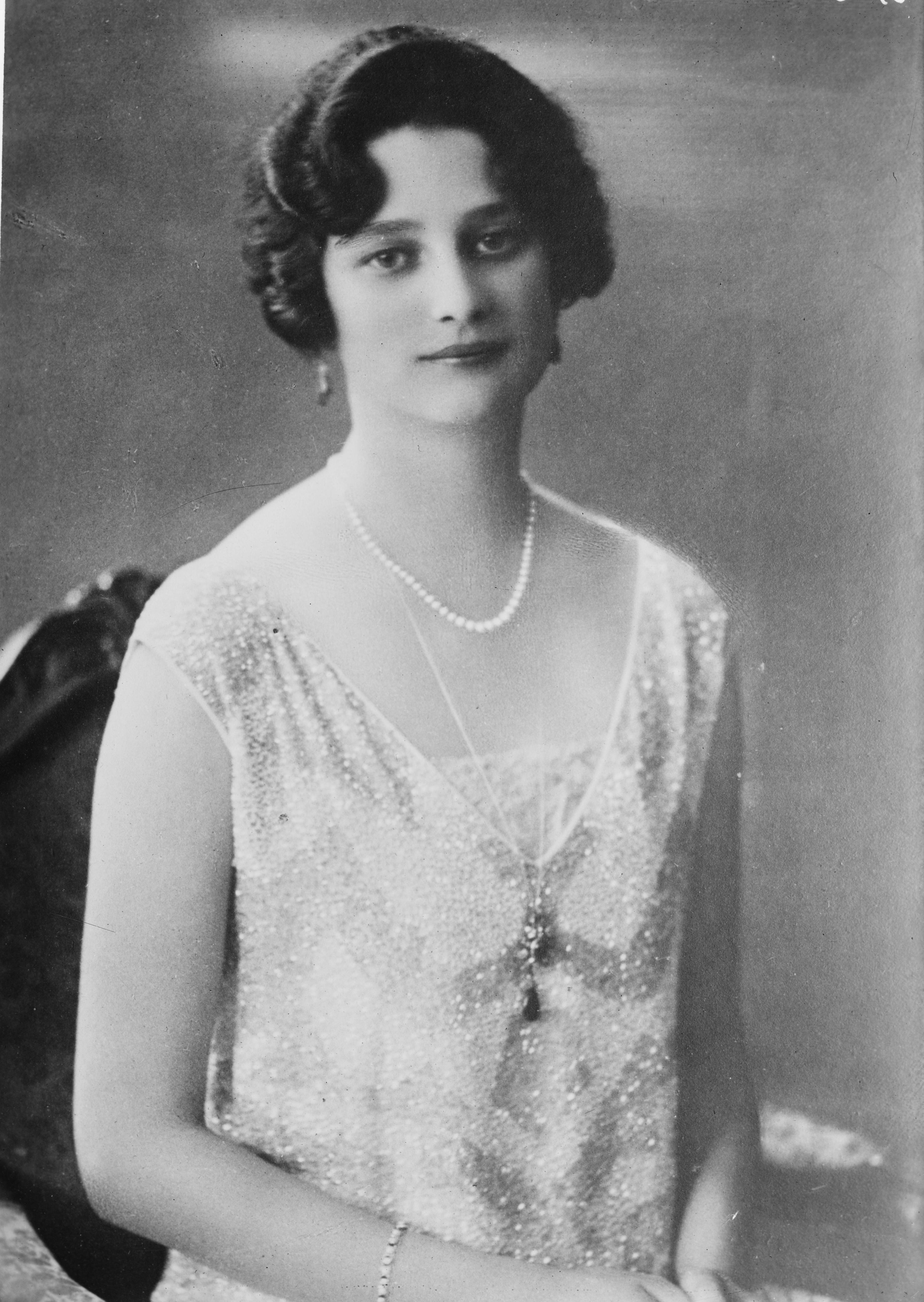
Астрід 25 грудня 1926

На балу, що 1925 року влаштував король Крістіан Х на честь своїх шведських небог, Астрід побачив спадкоємець бельгійського престолу Леопольд і, вражений її прекрасною зовнішністю, закохався у неї. Змальовували принцесу як високу, струнку дівчину, із пишним волоссям, ніжною шкірою та великими зеленими очима. У березні наступного року Леопольд разом із матір'ю інкогніто прибув до Стокгольму для ближчого знайомства з принцесою. Молоді люди багато часу проводили разом, часто бували на заміських прогулянках. Згодом вони зустрілися у Парижі, а кілька літніх тижнів принц знову провів у Швеції, на віллі Фрідхем. Леопольд освідчився Астрід особисто, вона ж прислала йому письмову згоду до Бельгії певний час по тому, вагаючись чи зможе стати гідною королевою.
21 вересня 1926 року прем'єр-міністр Бельгії Анрі Жаспар офіційно оголосив про заручини спадкоємця престолу із шведською принцесою. У Швеції раділи майбутньому союзу. У Бельгії також були задоволені вибором Леопольда.

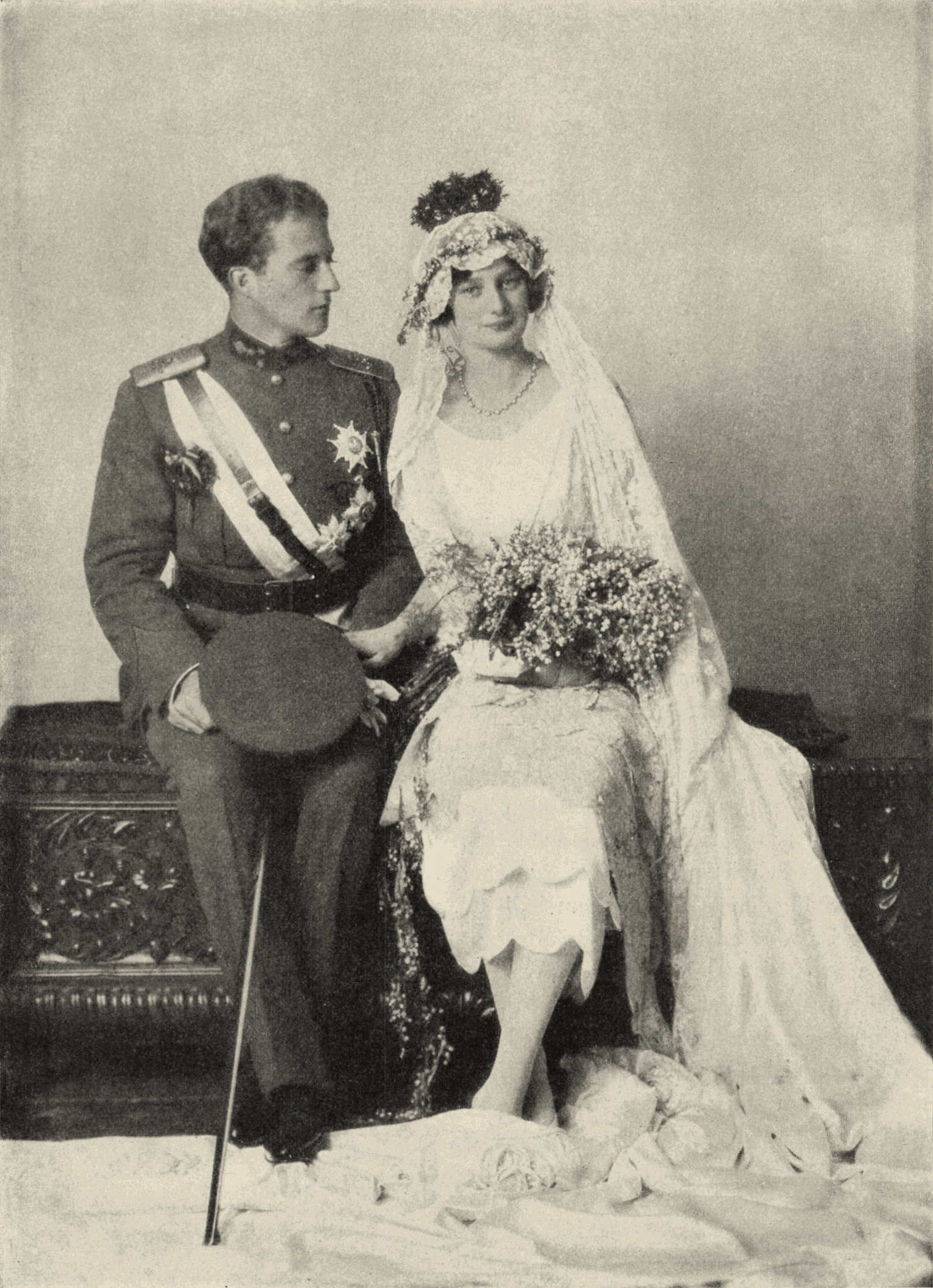
Леопольд і Астрід в день їхнього весілля

4 листопада 1926 року в королівському палаці Стокгольма відбулась шлюбна церемонія. Її провів бургомістр Карл Ліндхаґен. Свідками були прем'єр-міністр Карл Густав Екман та рейхсмаршал Отто Прінцкьольд. Наречена була вдягнута у коротку модну сукню з білого атласу із брюссельським мереживом. Чотириметровий шлейф був вишитий перлами та стразами. Фату, також з брюссельського мережива, раніше вдягала її матір та сестра. На голову Астрід вдягла миртову тіару, а чоло прикрашав тонкий вінок з квітів померанцю. Букет складався з її улюблених конвалій. Після кінної ходи по Стокгольму, відбулась святкова вечеря в королівському палаці, на якій король Густав V особисто виголосив теплу промову до племінниці. Після вечері бельгійське королівське подружжя та наречений залишили столицю та від'їхали до Бельгії для підготовки вінчання. Астрід невдовзі вирушила за ними.
Шведський броненосний крейсер «Фюльгія» доправив її з Мальме до Антверпену. Леопольд зустрічав наречену на трапі. Вітати нову кронпринцесу вийшов кількатисячний натовп бельгійців. Народ був зачарований красою майбутньої правительки. Преса охрестила її «принцесою снігів», ще й через те, що на землю Бельгії вона ступила у всьому білому.
За два дні, 10 листопада, відбулося католицьке вінчання молодят. Воно пройшло у соборі святих Михайла та Ґудули в Брюсселі. Церемонію проводив архієпископ Мехелена Йозеф ван Руй.
Перед весіллям батько сказав Астрід: «Попри всі примхи долі, залишайся вірною самій собі, і тебе будуть любити, і все у тебе буде добре».

### Подружнє життя
Молодята оселилися у замку Стюйвенберг у Лакені, поблизу Брюсселя. Також вони мали віллу у приморському містечку Ле Зоут, палац у Сьєрньоні та дачу в Остенде. Після Різдва 1926 року пара відправилася у масштабну подорож Бельгією для ближчого знайомства з народом. Невдовзі стало відомо, що Астрід при надії. Під час вагітності кронпринцеса читала біографію імператриці Жозефіни, дружини Наполеона, що доводилась їй прапрапрабабкою. Первісток в родині спадкоємця престолу народився 11 жовтня 1927 року. Це була дівчинка, яку нарекли ім'ям Жозефіна-Шарлотта Інгеборга Єлизавета Марія Жозе Маргарита Астрід.
У грудні 1928 року Леопольд та Астрід вирушили у мандрівку до Азії, де відвідали Цейлон, Сингапур, острів Ява та Нову Гвінею. Повернулися вони у травні 1929 року. У вересні наступного року народився їхній перший син Бодуен. Також у 1930 році кронпринцеса перейшла з лютеранства в католицтво. Згодом, в одному з листів, вона зазначала, що ставши католичкою, знайшла мир у серці та душі.
Взимку 1932–1933 років пара три місяці подорожувала Бельгійським Конго. Наприкінці 1933 року Астрід завагітніла. У січні норвезька експедиція на чолі з Ларсом Крістенсеном назвала частину узбережжя у Східній Антарктиді Берегом Леопольда та Астрід. У лютому 1934 року під час альпіністського сходження загинув король Альберт I. Престол успадкував Леопольд. Сама Астрід стала королевою бельгійців. У червні народився другий син, якого назвали на честь діда Альберт.
Їй дорікали недотриманням протоколу, та ця простота і додавала Астрід народної любові. Часто вона гуляла із дітьми у візочку бульварами Брюсселя. Кожного літа вони всією родиною проводили у Швеції на віллі Фрідхем кілька тижнів.

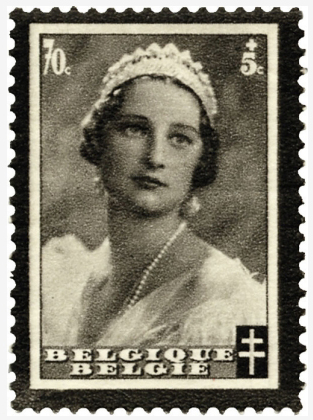
Бельгійська поштова марка 1935 р. із зображенням Астрід

### Королева бельгійців
Астрід була дуже популярною кронпринцесою. Вона стала ще популярнішою королевою.
Багато уваги вона приділяла проблемам сім'ї та дітей. Взяла на себе ініціативу по створенню Національного комітету допомоги, що організував збір коштів на допомогу бідним та нужденним. Особисто внесла у фонд пів-мільйона франків. 1935 року вона виступила з відкритим зверненням, в якому закликала допомагати одягом та їжею тим родинам, що потрапили у важке становище.

### Загибель
Відвідавши у травні 1935 року весілля кронпринца данського Фредеріка та шведської принцеси Інгрід в Стокгольмі, Астрід та Леопольд, як звичайно, провели певний час на віллі Фрідхем.

У серпні вони із старшими дітьми інкогніто проводили відпустку у Швейцарії на віллі Haslihorn в Хорві. Кілька днів йшов дощ, і дітей із няньками відправили до Брюсселя. Проте, наступного ранку погода стояла сонячна. Король та королева вирушили на останню екскурсію в Альпи. Леопольд сам сів за кермо кабріолету «Packard 120», попросивши водія пересісти назад. Астрід із картою на колінах влаштувалася на передньому сидінні поруч із чоловіком. Дорога була слизькою, тож Леопольд намагався тримати автівку ближче до узбіччя. Поблизу Кюснахт-ам-Рігі він повернувся подивитися на карту і не впорався з керуванням. Машина на швидкості 50 миль/годину з'їхала з траси, покотилася крутим схилом та наскочила на молоде грушеве дерево, зігнувши його під прямим кутом. Королева відчинила дверцята, намагаючись вискочити, проте в цей момент автівка вдарилася об наступне дерево. Астрід і Леопольд були викинуті назовні. Проте, король отримав лише мілкі порізи на руках та обличчі. Королева ж вдарилася о стовбур і загинула на місці від тяжкої травми голови. На той момент вона була вагітна четвертою дитиною. Автівка зупинилася лише в озері. Шофер залишився неушкодженим. Трапилося це о 9.30 ранку.

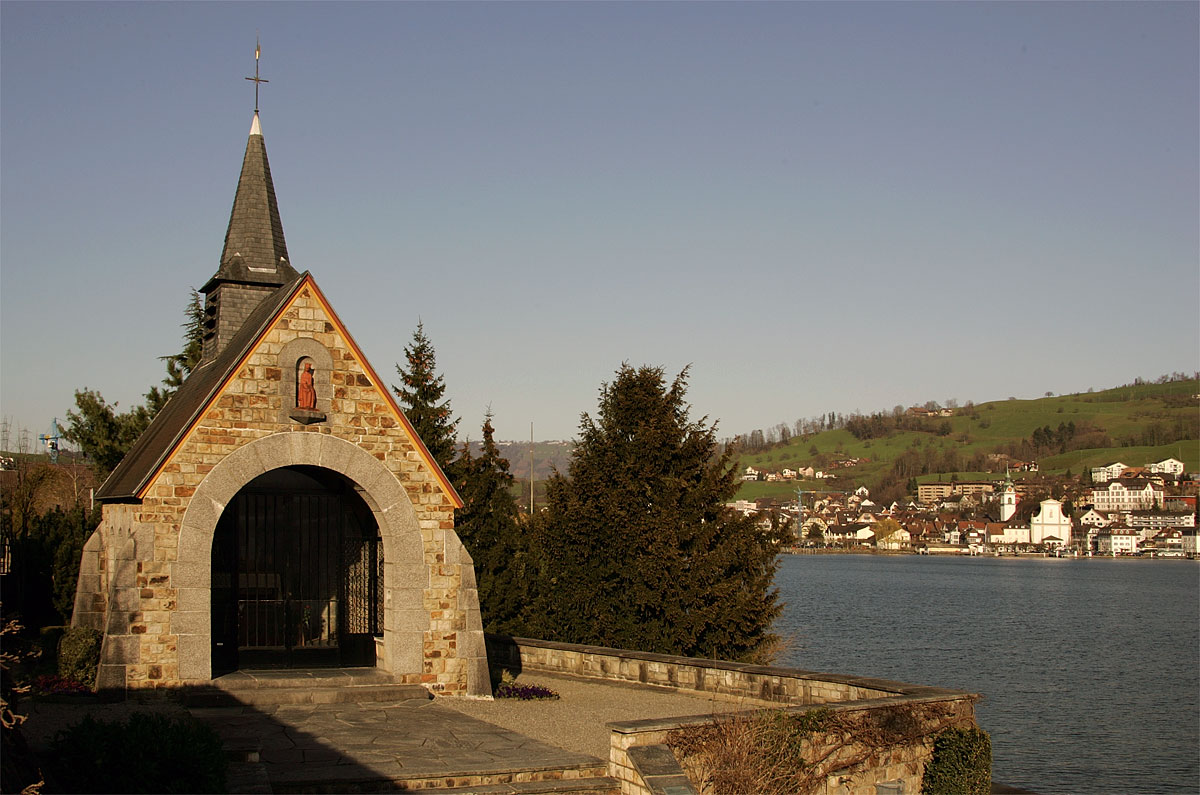
Каплиця Астрід

Поховали Астрід 3 вересня 1935 року у королівському склепі Лакенської церкви в Брюсселі.
Чоловік, що віддано кохав Астрід, глибоко переживав втрату. Він замкнув її будуар, залишивши всі речі на місцях, як було за її життя, і тримав там її останній закривавлений одяг. На місці аварії він звелів збудувати пам'ятну капличку, що існує і досі. Сам Леопольд пережив дружину майже на півстоліття. Він пішов з життя 25 вересня 1983 року. Поховали його поруч із Астрід.
Її батько, принц Карл, у своїх мемуарах написав:«Астрід не було відведене довге життя; вона була надто гарна для цього порочного світу. Все її життя як дружини, матері та королеви було таке ж коротке, як наше північне літо.»

## Родина
Чоловік — Леопольд III, король Бельгії
Діти:
- Жозефіна-Шарлотта (1927–2005) — була одружена із великим герцогом Люксембурга Жаном, мала п'ятеро дітей;

- Бодуен (1930–1993) — король Бельгії у 1951–1993 роках, був одружений із Фабіолою де Мора і Арагон, дітей не мав;

- Альберт (нар. 1934 року) — король Бельгії у 1993–2013 роках, одружений із Паолою Маргаритою Руффо ді Калабрія, має двох синів та доньку.